# Parlement van het Verenigd Koninkrijk

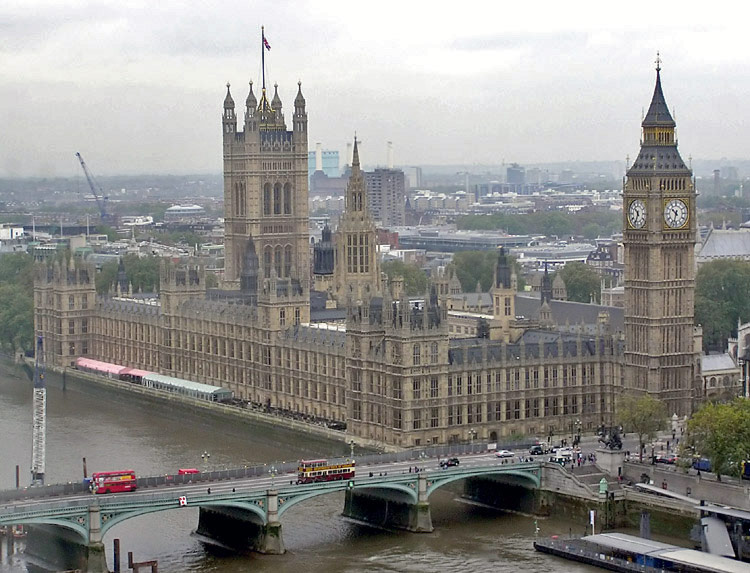
Het parlementsgebouw Palace of Westminster in Londen

Het Parlement van het Verenigd Koninkrijk van Groot-Brittannië en Noord-Ierland, ook wel het Britse parlement, het Westminster Parlement, of voorheen het Rijksparlement, is de hoogste wetgevende macht van het Verenigd Koninkrijk, de Britse overzeese gebieden en het Brits Kroonbezit. Het is een bicameraal maar drieledig lichaam, bestaande uit het Lagerhuis (House of Commons), het Hogerhuis (House of Lords) en de soeverein (Crown-in-Parliament). Die laatste is het hoofd van het parlement, sinds 2022 Charles III van het Verenigd Koninkrijk. De zetel is gevestigd in het Palace of Westminster in Londen.
Het parlement beschikt over de wetgevende soevereiniteit, waaraan het de bevoegdheid ontleent om boven alle andere politieke lichamen te staan. Het Verenigd Koninkrijk is hierdoor een constitutionele monarchie met een parlementair systeem.

## Samenstelling
Het parlement bestaat uit twee Kamers:
- Het Hogerhuis (House of Lords), met 757 leden.
- Het Lagerhuis (House of Commons), met 650 leden.

De leden van het Hogerhuis door benoeming, door overerving of ambtshalve, maar zijn niet verkozen. Ze worden opgedeeld in Lords Spiritual en Lords Temporal. Dit zijn respectievelijk oudgediende bisschoppen van de Anglicaanse Kerk en leden van de zogenaamde Peerage. Zij worden niet verkozen door het volk, maar worden aangeduid door de Britse monarch op advies van de Britse eerste minister. Voorafgaand aan de opening van het Hooggerechtshof van het Verenigd Koninkrijk in oktober 2009, oefende het Hogerhuis tevens een rechterlijke functie uit via de Law Lords.
Het Lagerhuis is een democratisch verkozen Kamer waarbij de verkiezingen ten minste om de vijf jaar plaatsvinden. Deze Kamers komen samen in de Palace of Westminster (ook wel Houses of Parliament), in de Londense wijk Westminster. Volgens de grondwettelijke conventie zijn alle ministers van de Britse regering, waaronder de eerste minister, lid van het Lagerhuis of van het Hogerhuis. Zodus moeten ze verantwoording afleggen bij beide takken van de wetgever.

## Geschiedenis
Het Parlement van Engeland ontstond in de 13e eeuw uit het grote raad (magnum concilium) die de koning adviseerde. Door het Verdrag van Vereniging en de Acts of Union werd het in 1707 uitgebreid tot het Parlement van Groot-Brittannië, terwijl het Parlement van Schotland ophield te bestaan. Op die manier werden het Engelse en Schotse parlement samengevoegd. In de praktijk was het parlement een voortzetting van het Engelse parlement met de toevoeging van Schotse parlementsleden. Een gelijkaardige operatie volgde in 1800 met de Act of Union, die het toenmalige Parlement van Ierland afschafte en honderd Ierse leden toevoegde aan het Lagerhuis en 32 aan het Hogerhuis. Zo ontstond het Parlement van het Verenigd Koninkrijk van Groot-Brittannië en Ierland. Het werd ook wel "de moeder der parlementen" genoemd, gezien haar democratische instellingen een voorbeeld vormde voor veel democratische landen en het het grootste Engelstalige wetgevende lichaam was in de wereld.

## Werking
In theorie ligt de hoogste wetgevende macht bij de King-in-Parliament, met andere woorden op het moment dat de monarch zijn wetgevende functie uitoefent. Dit vindt onder meer uitdrukking in de koninklijke bekrachtiging van wetten. Tegenwoordig ligt de werkelijke macht in de praktijk in het Lagerhuis. De monarch handelt over het algemeen op basis van het advies van de eerste minister. Tevens werden de bevoegdheden van het Hogerhuis ingeperkt.